# Quận Jefferson, Missouri
Quận Jefferson là một quận thuộc tiểu bang Missouri, Hoa Kỳ. Theo điều tra dân số năm 2000 của Cục điều tra dân số Hoa Kỳ, quận có dân số người 2, dân số năm 2008 là 217.679 người. Quận lỵ đóng ở Hillsboro 6

## Địa lý
Theo Cục điều tra dân số Hoa Kỳ, quận có tổng diện tích 1720 km2, trong đó có 18 km2 hay 1,1% là diện tích mặt nước.